# Selena + Chef
Selena + Chef è stato un cooking show statunitense condotto da Selena Gomez e trasmesso su HBO Max.

## Produzione
Il programma è stato annunciato da HBO Max il 5 maggio 2020, rivelando nello stesso giorno Selena Gomez come conduttrice e produttrice esecutiva ed Aaron Saidman come ideatore. Il concetto ha preso ispirazione dall'esperienza con la cucina della stessa Gomez durante la quarantena dovuta alla pandemia di COVID-19. Il 27 agosto 2020 lo show è stato rinnovato per una seconda edizione. Ad aprile 2021 è stato rinnovato per una terza edizione.

## Edizioni

### Prima edizione
| Episodio | Titolo                    | Data di distribuzione |
| -------- | ------------------------- | --------------------- |
| 1        | Selena + Ludo Lefebvre    | 13 agosto 2020        |
| 2        | Selena + Antonia Lofaso   | 13 agosto 2020        |
| 3        | Selena + Candice Kumai    | 13 agosto 2020        |
| 4        | Selena + Roy Choi         | 20 agosto 2020        |
| 5        | Selena + Jon and Vinny    | 20 agosto 2020        |
| 6        | Selena + Nancy Silverton  | 20 agosto 2020        |
| 7        | Selena + Angelo Sosa      | 27 agosto 2020        |
| 8        | Selena + Tanya Holland    | 27 agosto 2020        |
| 9        | Selena + Daniel Holzman   | 27 agosto 2020        |
| 10       | Selena + Nyesha Arrington | 27 agosto 2020        |

### Seconda edizione
| Episodio | Titolo                      | Data di distribuzione |
| -------- | --------------------------- | --------------------- |
| 1        | Selena + Curtis Stone       | 21 gennaio 2021       |
| 2        | Selena + JJ Johnson         | 21 gennaio 2021       |
| 3        | Selena + José Andrés        | 21 gennaio 2021       |
| 4        | Selena + Marcus Samuelsson  | 28 gennaio 2021       |
| 5        | Selena + Kelis Rogers       | 28 gennaio 2021       |
| 6        | Selena + Jordan Andino      | 28 gennaio 2021       |
| 7        | Selena + Marcela Valladolid | 4 febbraio 2021       |
| 8        | Selena + Evan Funke         | 4 febbraio 2021       |
| 9        | Selena + Graham Elliot      | 4 febbraio 2021       |
| 10       | Selena + Aarti Sequeira     | 20 novembre 2020      |

### Terza edizione
| Episodio | Titolo                  | Data di distribuzione |
| -------- | ----------------------- | --------------------- |
| 1        | Selena + Kwame Onwuachi | 28 ottobre 2021       |
| 2        | Selena + Ayesha Curry   | 28 ottobre 2021       |
| 3        | Selena + Aarón Sánchez  | 28 ottobre 2021       |
| 4        | Selena + Fabio Viviani  | 4 novembre 2021       |
| 5        | Selena + Richard Blais  | 4 novembre 2021       |
| 6        | Selena + Padma Lakshmi  | 4 novembre 2021       |
| 7        | Selena + Esther Choi    | 11 novembre 2021      |
| 8        | Selena + Sophia Roe     | 11 novembre 2021      |
| 9        | Selena + Gabe Kennedy   | 11 novembre 2021      |
| 10       | Selena + Jamie Oliver   | 11 novembre 2021      |

### Quarta edizione
| Episodio | Titolo                     | Data di distribuzione |
| -------- | -------------------------- | --------------------- |
| 1        | Selena + Ludo Lefebvre     | 18 agosto 2022        |
| 2        | Selena + Kristen Kish      | 18 agosto 2022        |
| 3        | Selena + DeVonn Francis    | 18 agosto 2022        |
| 4        | Selena + Rachael Ray       | 25 agosto 2022        |
| 5        | Selena + Nick DiGiovanni   | 25 agosto 2022        |
| 6        | Selena + Adrienne Cheatham | 25 agosto 2022        |
| 7        | Selena + Matty Matheson    | 1º settembre 2022     |
| 8        | Selena + Priya Krishna     | 1º settembre 2022     |
| 9        | Selena + Paola Velez       | 1º settembre 2022     |
| 10       | Selena + Gordon Ramsay     | 1º settembre 2022     |